# فيديريكو ريدوندو
فيديريكو ريدوندو (بالإسبانية: Federico Redondo)‏ هو لاعب كرة قدم أرجنتيني، ولد في 18 يناير 2003.

## وصلات خارجية
- فيديريكو ريدوندو على موقع الدوري الأمريكي (الإنجليزية)
- فيديريكو ريدوندو على موقع إي إس بي إن إف سي (الإنجليزية)
- فيديريكو ريدوندو على موقع قاعدة بيانات كرة القدم.إي يو (الإنجليزية)
- فيديريكو ريدوندو على موقع Soccerbase.com (لاعب) (الإنجليزية)
- فيديريكو ريدوندو على موقع Soccerway.com (الإنجليزية)
- فيديريكو ريدوندو على موقع عالم كرة القدم.نت (الإنجليزية)